# حسين عرب عيسى
حسين عرب عيسى (بالصومالية: Xuseen Carab Ciise)‏ سياسي صومالي، شغل منصب وزير الدفاع ونائب رئيس الصومال.

## خلفية
يحمل حسين عرب عيسى الجنسيتين الصومالية والأمريكية، وينحدر من قبيلة إسحاق. 

## الحياة المهنية
في 20 يوليو 2011 عينه رئيس وزراء الصومال عبد الولي محمد علي غاس وزيرا للدفاع ونائبا لرئيس الوزراء، خلفا للوزير عبد الحكيم محمود حاجي فقي في المنصب.
في 18 أكتوبر 2011 استقبل وزير الدفاع حسين عرب عيسى بجانب مسؤولين في الحكومة الاتحادية الانتقالية الصومالية، وفدًا كينيًا رفيع المستوى في العاصمة الصومالية مقديشو لمناقشة قضايا الأمن والتعاون في مكافحة حركة الشباب الإرهابية كجزء من عملية ليندا نتشي العسكرية.  ووقّع الوزير الصومالي حسين عرب عيسى ونظيره الكيني محمد يوسف حاجي اتفاقية للتعاون ضد الجماعة الإرهابية.  في أوائل يونيو 2012 ، تم دمج القوات الكينية الموجودة في الصومال رسميًا في بعثة الاتحاد الأفريقي في الصومال.
في 4 نوفمبر 2012 عين رئيس الوزراء الصومالي عبدي فرح شيردون عبد الحكيم محمود حاجي فقي في منصب وزير الدفاع خلفا لحسين عرب عيسى، كما عين فوزية يوسف آدم نائبة لرئيس الوزراء.